# Бабино (Волховський район)
Бабино (рос. Бабино) — присілок у Волховському районі Ленінградської області Російської Федерації.
Населення становить 48 осіб. Належить до муніципального утворення Іссадське сільське поселення.

## Історія
Згідно із законом № 56-оз від 6 вересня 2004 року належить до муніципального утворення Іссадське сільське поселення.

## Населення
| 2007 | 2010 | 2017 |
| ---- | ---- | ---- |
| 46   | ↗53  | ↘48  |